# Порат, Отто фон
Отто Вессель фон Порат (нем. Otto Wessel von Porat, 29 сентября 1903 — 14 октября 1982) — норвежский боксёр, олимпийский чемпион.
Родился в Эльмхульте, что в шведском лене Крунуберг, где проживала его семья. Когда он был ещё маленьким, семья переехала в Данию, в Копенгаген, а в начале 1914 года поселилась в Осло в Норвегии.
Когда фон Порат заинтересовался боксом, то стал быстро прогрессировать. В своём первом любительском турнире он нокаутировал двух противников за вечер. Затем победил чемпиона Дании, нокаутировав его во втором раунде.
В 1924 году на Олимпийских играх в Париже он стал обладателем золотой медали. В 1926 году он переехал в США, чтобы начать профессиональную карьеру, но она сложилась неудачно.